# Arbitrage de dividendes
L'arbitrage de dividendes, souvent désigné par les acronymes anglophones CumCum ou CumEx ou « dividend enhancement », dénommé en Allemagne démembrement de dividende, est une technique boursière pratiquée par bon nombre de banques depuis des décennies. Cette technique aurait permis à « des financiers opérant en bande organisée sur les marchés » d'effectuer « le plus gros braquage fiscal de l'histoire », braquage mis à jour par les journalistes de la cellule internationale d'investigation Correctiv à partir des CumEx Files. Cette fuite de documents a, en 2021, permis de calculer que les contribuables du monde entier ont été escroqués de 150 milliards d'euros environ en une vingtaine d'années. Et ce type de fraude pourrait être encore possible.

Les autorités, tout comme certains fraudeurs, refusent d'accepter leur responsabilité quant au manque d'encadrement des marchés financiers et quant à la persistance de failles dans le système boursier,.
Cette transaction financière combine la vente d'action boursière peu avant la date de paiement du dividende, au rachat de la même action peu après la date du dividende. Vendre des actions peu de temps avant qu'un dividende ne soit versé, voire le jour même du versement permet à des fraudeurs d'induire en erreur les services fiscaux de son pays et ceux du pays de l'acheteur. Des banques et des traders haute fréquence échangent à haute vitesse des quantités d'actions via des montages transfrontaliers si complexes qu'il devient impossible pour le fisc de savoir qui est le véritable propriétaire des actions. Le fisc a ainsi remboursé jusqu'à 10 fois sous forme de crédit d'impôts, des taxes qu'il n'a perçues qu'une seule fois ou même parfois qu'il n'a jamais prélevées du tout. « C'est tout simplement de l'argent (dizaines de milliards/an) extirpé de manière frauduleuse à l'ensemble des contribuables » rappelait en 2019 l'économiste Marc Bertonèche dans Les Échos.

Ces pratiques de remboursements abusifs et illégaux de taxes dues semblent avoir été théoriquement bloquées aux États-Unis vers 2010, mais elles se sont poursuivies en Allemagne, en France, au Danemark, en Suisse, en Autriche, en Belgique et en Norvège, en lien avec des pays pétroliers du Moyen-Orient. Elles sont considérées comme du vol et/ou de la fraude fiscale dans de nombreux pays, car elles visent clairement à éviter les taxes frappant les dividendes, ou d'obtenir des remboursements indus d'avances d'impôts sur les dividendes. En près de 15 ans, une dizaine de pays de l’Union européenne a ainsi perdu au moins 55 milliards d'euros d'impôts ; c'est ce qu'a montré en 2018 une enquête menée par un consortium de 19 médias européens. En octobre 2021, la perte mondiale pour les États  s'élèverait à environ 150 milliards d'euros - outre pour les caisses publiques de l'Allemagne et des États-Unis mais aussi dans au moins 10 autres pays européens. Entre 2000 et 2020, au vu de la réévaluation des pertes publiée en 2021, la France (33 milliards d'euros de pertes) pourrait avoir perdu encore plus que l'Allemagne (28,5 milliards d'euros et non pas 5,5 milliards d’euros comme l'estimait le ministère des Finances allemand début septembre 2019).

## Vocabulaire
On parle en français d'arbitrage, car les acteurs de ce système « arbitrent », c'est-à-dire choisissent d'envoyer l'action, au moment où elle doit générer un profit (dividende), dans un Paradis fiscal (ou État ou territoire non coopératif), où il n'y a pas de système effectif d’échange de renseignements entre cette juridiction et les autres États, sans transparence dans le fonctionnement des dispositions législatives, juridiques ou administratives et sans obligation d’exercer une activité substantielle au sein de ce territoire) et surtout où la taxation des profits est faible ou nulle.

Finalement, il en résulte une aggravation de la compétition fiscale entre États, et d'énormes pertes pour les trésors publics dans le monde. Sans être illégale, cette pratique fiscale ne correspond pas « à l’esprit des textes ».

## Contextualisation dans l'Histoire
Selon le député français Pierre Cordier, co-rapporteur de la mission parlementaire chargée de dresser le bilan de la lutte contre les montages transfrontaliers, l'OCDE a une responsabilité originelle dans le développement des montages visant à éluder des taxes dues par les entreprises, car ces dernières ont massivement utilisé les faiblesses du modèle de convention fiscale bilatérale, modèle autrefois promu par l'organisation au nom de la prévention de la double imposition. C'est ce modèle qui a créé un cadre international ayant, dans les années 2000-2020, permis d'énormes évitements et détournements frauduleux, parfois mafieux, de taxes sur les profits (les auteurs de ces forfaits parlaient d'« Argent facile »). Dans un contexte de secret bancaire, de secret fiscal et de secret des affaires, l'ampleur de cette fraude est restée inconnue puis sous-estimée durant une quinzaine d'années au moins.
L'OCDE a ensuite cherché à corriger son erreur. Pour cela il a promu l'échange automatique de données bancaires, et a plusieurs fois modifié son modèle d’accord fiscal. Il y a par exemple ajouté une nouvelle clause générale anti-abus(article 28), permettant aux États membres d’adapter leurs conventions bilatérales afin de contrer les stratégies fiscales d'opérateurs économiques cherchant indûment à échapper à l'impôt. 

Ce processus de retour à un système plus juste et plus contrôlable étant cependant très lent, l'OCDE a aussi créé un instrument multilatéral BEPS (Convention multilatérale pour la mise en œuvre des mesures relatives aux conventions fiscales) pour prévenir l’érosion de la base d’imposition et le transfert de bénéfices. Mais l'application de cet « instrument multilatéral BEPS » rencontre aussi des difficultés.
L'OCDE espérait que le BEPS impacterait rapidement les conventions bilatérales existantes, car il permet à « des « juridictions » (États ou territoires dotés d'une autonomie fiscale) de modifier de manière automatique leurs conventions bilatérales en vigueur, par le seul fait de leur adhésion à l'instrument BEPS. Au 28 juin 2019, 89 États et territoires, dont la France, avaient signé cet instrument multilatéral et 29 l’avaient ratifié ; elle s’applique à eux (dont à la France) au plus tard le 1er octobre 2019 et au 1er octobre 2019 il est applicable aux conventions fiscales existantes de la France avec d’autres pays l’ayant ratifié (Australie, Autriche, Belgique, Émirats Arabes Unis, Finlande, Géorgie, Inde, Irlande, Israël, Japon, Lituanie, Luxembourg, Malte, Monaco, Nouvelle-Zélande, Pays-Bas, Pologne, Royaume-Uni, Russie, Serbie, Singapour, Slovaquie et Slovénie ».
Parallèlement, l'UE a adopté 6 directives sur la transparence fiscale, dont concernant les rescrits, abusivement utilisés dans le passé par l'Irlande et le Luxembourg pour attirer des personnes et entités voulant échapper à l'impôt dans leur pays.
Le Consortium international des journalistes d'investigation (ICIJ), via l'analyse des Offshore leaks a mis à jour nombre des mécanismes secrets et/ou illégaux de la finance offshore, tout en confirmant l'étendue de la fraude fiscale dans le monde, le masquage de l'origine de fonds et de l'identité de leurs clients, dont via des trusts/fiducies, des fondations ou des sociétés n'ayant souvent aucune substance économique réelle, avec la complicité active de certaines grandes banques et d'un grand nombre d'avocats et d'officines spécialisées dans l’optimisation fiscale.
Le journal Le Monde rappelle aussi en 2018 qu'une première alerte avait été donnée par l'ancien tradeur de la Société générale, Jérôme Kerviel, quand le 8 octobre 2013 il avait témoigné (à huis clos) devant la commission d'enquête sur l'évasion fiscale, présidée par Eric Bocquet. J. Kerviel y a évoqué le sujet de l’arbitrage de dividendes, qu'il dit n'avoir jamais pratiqué, mais qui selon lui représente « des pertes fiscales considérables pour la France ». Selon J Kerviel, les parlementaires ont semblé intéressés par le sujet « mais je ne sais pas s’ils ont mesuré l’ampleur du problème » a-t-il ajouté, et à la Société générale, le ComEx se passait en partie sur son desk (desk dit « delta one » : le service qui dans les grandes banques gère les activités de produits dérivés, mais où se pratique aussi le plus souvent l'arbitrage de dividendes). Là, quatre de ses collègues étaient chargés de ces « deals faciles et sans risques ». En 2018, la Société générale interrogée par Le Monde n'a pas voulu commenter les affirmations de J. Kerviel, affirmant « s’interdire toute opération » dont « le but ou l’effet reposerait sur la recherche d’un profit essentiellement fiscal ». Un autre collègue de Kerviel, après avoir quitté la Banque a confirmé que « Beaucoup d’argent a été fait avec ces transactions faciles ». Et sur LinkedIn quelques employés de la banque (tout comme d'autres banques dans le monde) ont sur leur profil écrit « Yield/Dividend enhancement », ce qui laisse supposer que leur banque pratiquait ce stratagème ; « baskets and single stocks trading over dividende (Cum / Ex Date) » ou plus simplement « dividend enhancement » (« optimisation de dividendes », expression tabou dans le monde bancaire, surtout depuis une réforme de 2005 qui a rendu cette pratique clairement illégale). Selon Kerviel, beaucoup de traders ont alors pensé « que leur carrière était finie ». Des sources anonymement citées par Le Monde affirment que les autorités ont ensuite fait preuve d’une certaine tolérance car il semblait impensable de supprimer d’un coup cette importante source de revenus pour les banques (dans la tourmente de la crise financière de 2008 durant laquelle cette pratique semble avoir été courante).
La coopération fiscale bilatérale (pénale notamment) est parfois lente et difficile ; ainsi la France a des outils d'échanges d'informations (échange automatique parfois) avec environ 150 États (au 1er juin 2019), mais certains de ces États ne répondent qu'incomplètement et/ou après des délais excessifs (ex. : 491 jours pour l’Algérie ; 411 jours pour les îles Vierges britanniques ; 355 jours pour les Émirats arabes unis, en 2018 pour les demandes relatives aux impôts directs). 
En outre, les gels d'avoirs et les saisies sont administrativement complexes ; Certaines conventions d’entraide pénale signées par la France, par exemple avec le Canada, excluent les infractions fiscales de leur champ d’application.

## MécanismeCumCum
La terminologie vient du fait qu'une action est dite « cum-dividende » quand elle donne droit à un dividende mais que celui-ci n'a pas encore été touché, et « ex-dividende » après la date-butoir du versement, cum et ex signifiant « avec » et « sans » en latin. 
Si une personne détient des actions dans son propre pays, ses dividendes sont imposables dans ce pays. Mais les actions détenues par des « non-résidents » sont imposées de façon différente, souvent par le biais d'un prélèvement forfaitaire. L’« arbitrage de dividendes » est une fraude évitant à des actionnaires non-résidents de sociétés (françaises par exemple) d’échapper à la retenue à la source applicable aux dividendes (15 % à 30 %). Si au moment du versement du dividende ils prêtent (directement ou indirectement) leurs actions à une banque (française ou à un résident d’un pays lié à la France par une convention fiscale prévoyant une retenue à la source de 0 %), cet achat-revente permet de réclamer des remboursements au fisc. En théorie, le cours de l'action baisse du montant du dividende au cours de cette opération ; toutefois, l'expérience montre que les sociétés de qualité ont tendance à récupérer la valeur du dividende en l'espace de quelques semaines, après quoi elles se négocient à des niveaux équivalents à leur niveau initial. 

## MécanismeCumEx
Le « CumEx » est la pratique poussée à l’extrême de l’« arbitrage de dividendes », via des transferts à haute fréquence d’actions entre plusieurs établissements bancaires mondiaux qui tous vont se déclarer propriétaires dans leur pays et bénéficiaires des dividendes associés, les fraudeurs parviennent à se faire rembourser plusieurs fois une taxe qui n'a en réalité été payée une seule fois. Pratiqué dans certains pays européens en exploitant des failles juridiques, le « CumEx » est désormais interdit,. Le prix de transfert peut lui même être manipulé pour augmenter le « bénéfice » de la fraude.
C'est le fisc allemand qui s'est le premier aperçu, en 2012, que de nombreuses demandes indues de remboursement d'impôts étaient satisfaites. Le ministère fédéral des Finances a estimé le montant de la perte fiscale à 5,3 milliards d'euros.
Le système spéculatif de Vente à découvert (ou short selling) est associé à la pratique frauduleuse du CumEx.

## Enquêtes et scandales
Fin 2018, en Allemagne, une cellule d'enquête journalistique dite Correctiv, construite par plusieurs médias internationaux, a révélé une énorme escroquerie à l'impôt, dans un dossier dit « CumEx Files ». Ce travail a montré comment des dizaines de banques et prestataires de services financiers ont pu durant au moins une quinzaine d'années, d'une part soustraire leurs clients à l’impôt sur les dividendes, et d'autre part faire rembourser par les États des sommes jamais versées. Au moins 55 milliards d’euros ont ainsi été volés aux caisses publiques des États.
La cellule d'investigation a aussi montré que les réglementations peinent à contrôler ce phénomène, là où elles existent. Et en Allemagne un milliardaire basé en Suisse a attribué d'importants financements occultes à l'AfD (premier parti d'extrême droite allemand).
L'Allemagne semble être l'État le plus touché par cette fraude en Europe, mais d'autres le sont aussi, dont la France qui semble être en deuxième position.
Se sont ensuivies des enquêtes officielles, qui ont commencé, en 2020 en Allemagne à aboutir à des poursuites, et en 2021, un dossier « CumEx Files II » est révélé par la même cellule d'investigation. En l'absence de mesure officielle du phénomène par les autorités financières des pays, ce dossier a mis à jour l'évaluation faite en 2018, en la multipliant par plus que trois ce ne sont pas 55 milliards mais au moins de 140) car le phénomène était plus courant et géographiquement plus étendu qu'on ne le pensait et il s'est poursuivi de 2018 à 2021.

## Mesures législatives et mécanismes de lutte

### Position européenne
Après le scandale des révélations de 2018, le 28 novembre le Parlement européen a demandé à l'Autorité européenne des marchés financiers (ESMA) et à l'Autorité bancaire européenne (ABE) de « conduire une enquête sur les systèmes d'arbitrage de dividendes tels que cum-ex ou cum-cum, pour évaluer le potentiel menaces sur l'intégrité des marchés financiers et des budgets nationaux ; établir la nature et l'ampleur des acteurs de ces dispositifs ; évaluer s'il y a eu des violations du droit national ou de l'Union ; évaluer les actions entreprises par les autorités de surveillance financière dans les États membres ; et de faire des recommandations appropriées de réforme et d'action aux autorités compétentes concernées ».
Les conclusions du rapport de l'autorité ont été communiquées au public le 12 mai 2020 ; le rapport conclut que « la facilitation ou le traitement des produits de la criminalité fiscale compromet l'intégrité du système financier de l'UE et, par conséquent, définit un certain nombre d'attentes des établissements de crédit et des autorités nationales dans le cadre réglementaire actuel ».
Selon le sociologue Patrick Pharo (2020) l'« arbitrage de dividendes » est toléré par les États européens, car il rendrait attrayantes les places financières nationales », mais le CumEx est interdit.
L'Autorité a aussi publié un Plan d'action en 10 points, qui s'inscrit dans le cadre de la directive européenne sur les exigences de fonds propres (CRDV) et le mandat LBC/FT de l'ABE dans le règlement de l'ABE. Ce plan est à mettre en œuvre en 2020/2021. L'ABE suggère des contrôles et des dispositifs de gouvernance internes des institutions financières mis en adéquation au problème, ainsi qu'une amélioration de leurs contrôles anti-blanchiment d'argent (LAB) et de lutte contre le financement du terrorisme (CFT) ; ce qui implique d'améliorer l'échange d'informations entre autorités prudentielles et LAB lors de la réalisation d'examens des contrôles internes et de la gouvernance des établissements.
Plusieurs pays ont adopté des lois visant à lutter contre cette méthode, mais selon un reportage d'Arte publié en 2021, ce type de fraude ou de vol continue, en Allemagne notamment, car les fraudeurs ont su contourner la loi.

### Aux États-Unis
Dès 2010, les États-Unis mettent en place un mécanisme devant faire échouer les fraudes d'arbitrage de dividendes (sous toutes leurs formes). 
En 2017, ce pays étend le mécanisme aux produits dérivés.

### En Allemagne
En 2016, un énorme système de fraude financière utilisant l'Arbitrage de dividendes est pressenti depuis le début des années 2010 ; plusieurs établissements financiers sont poursuivis par la justice.
Bien que la littérature bancaire ou juridique contienne des références isolées aux risques en droit pénal induits par ces pratiques, cette pratique, controversée car illégale et moralement et éthiquement plus que discutable, a été courante dans ce pays durant des années. Elle a même été sécurisée grâce aux avis d'experts de grands cabinets d'avocats. La presse allemande cite HypoVereinsbank, Deutsche Bank, HSH Nordbank, Citi Deutschland mais d'autres établissements de crédit pourraient aussi avoir opéré d'importants volumes de dépouillement de dividendes, soit pour leur compte propre, soit pour enrichir certains de leurs clients. 
Ces affaires sont au centre de l'attention des autorités fiscales depuis 2011,,. 
À partir de 2013, le parquet de Cologne enquête sur ce type de fraude, notamment sous la direction de la procureure en chef Anne Brorhilker. L'un des résultats a été une perquisition simultanée dans les locaux de 130 banques,. Ces perquisitions visaient surtout des transactions faites avant 2011, car depuis, ces transactions controversées sont supposées plus difficiles en raison du travail conjoint de l'institut de certification et de l'institut de paiement.
Des interrogations ont aussi concerné la longue période de tolérance pour ces pratiques de la part législateur, alors qu'elles privent pourtant les États d'une part significative de leurs ressources financières.
En 2014, Der Spiegel publie les noms de célébrités allemandes ayant gagné de l'argent via les Cum-Ex, et conclut que le ministère des Finances allemand a lui-même facilité l'usage du démembrement des dividendes via les fonds Cum-Ex en ne s'attaquant pas à ces pratiques durant des années. Il a fallu attendre le 24 mai 2013 pour que le gouvernement (Merkel II) précise dans une réponse à une question parlementaire qu'il n'y avait « généralement aucun droit à crédit ou remboursement » pour ces pratiques, ajoutant que « les "modèles exploités sont illégaux » et qu'il n'y a pas de vide juridique.
En 2016, le 15 février, l'ARD diffuse un reportage de Jan Schmitt, sur les fonds Cum-Ex : « Des milliards pour les millionnaires - comment l'État donne notre argent aux riches ». travail qui reçut le prix Ernst Schneider pour le reportage d'enquête. 
, cette même année, en raison de créances fiscales supplémentaires résultant de transactions cumEx, la Maple Bank a été fermée par la BaFin en février 2016 ; puis une procédure de faillite la concernant a été ouverte.
Fin 2017, des témoignages d'initiés ont pu étayer les années de recherches menées par une cellule d'enquêtes associant NDR, WDR et Süddeutsche Zeitung sur une criminalité financière utilisant de vastes accords Cum/Ex comme outil d'évasion fiscale. Parallèlement les résultats de l'enquête menée par le procureur de Cologne et par un groupe d'enquête spécial de l'Office national de la police criminelle basé à Düsseldorf est considéré comme l'un des plus grands succès dans la lutte contre la criminalité en col blanc en Allemagne. Les accusés risquaient cinq à dix ans de prison. De nombreuses banques et de 10 à 15 négociants boursiers internationaux semblent d'être fortement enrichis aux frais du fisc et des citoyens, détournant ainsi plusieurs centaines de millions d'euros chacun des caisses de l'État, via des deals Cum/Ex (31,8 milliards d'euros au total). Ceux de ces initiés ayant témoigné bénéficient d'un programme de clémence incluant une réduction des pénalités pour leur aide à l'enquête. 
En juin (2017), le système des Cum-Ex apparaissait comme pouvant largement être associé au lobbying, et selon l'ONG LobbyControl, les efforts de mise en place d'une réglementation contraignante pour les lobbyistes en Allemagne étaient au point mort sous le cabinet Merkel III.

En juillet (2017), l'Autorité fédérale de surveillance financière (Bafin) a interrogé par écrit 1 800 banques et caisses d'épargne allemandes, leur laissant jusque fin octobre pour répondre. Le Bafin leur demandait quels remboursements elles attendaient du fisc ; si des non-remboursements pourraient mettre en péril leur stabilité ; et ce qu'elles comptaient faire dans ce cas. Le Bafin craignait apparemment que les petites banques se retrouvent en difficulté et en manque de capitaux frais.
En 2019, la filiale bancaire de Clearstream, au sein de l’opérateur boursier Deutsche Börse (basé à Eschborn près de Francfort), a été perquisitionnée (le 27 août) par la justice allemande qui enquête sur des clients et employés » du groupe (qui dit pleinement coopérer avec les enquêteurs.
En 2021, Hanno Berger (surnommé « Mister Cum-Ex ») est arrêté en Suisse au mois de Juin, et le parquet de Cologne et d'autres autorités enquêtent sur environ 1 000 suspects susceptible d'appartenir à la mafia des CumEx, et en août le bureau des impôts de Düsseldorf-Mitte estime que la holding financière Lang & Schwarz (société de plus de 60 personnes créée en 1996 à Düsseldor, cotée à l'Open Market (Basic Board) de la Bourse de Francfort et qui offre plus de 10 000 produits dérivés négociés directement de gré à gré), s'est enrichie de jusqu'à 61 millions d'euros grâce à ces transactions Cum-Ex en 4 ans (de 2007 et 2011).

### En France
En 2018, les pays liés à la France par des conventions permettant l'Arbitrage de dividendes étaient (par ordre alphabétique) : l’Arabie Saoudite, Bahreïn, l’Égypte, les Émirats Arabes Unis, la Finlande, le Koweït, le Liban, Oman et le Qatar. Si le « schéma interne » (c'est-à-dire de type prêt-emprunt) peut à la rigueur être considéré comme une optimisation fiscale en limite de légalité, le « schéma externe » est clairement frauduleux étant donné les clauses anti-abus des conventions fiscales. Le fisc n'avait cependant pas de  moyens pratiques de vérifier le bien-fondé de telles transactions.
En 2018, les données de l'AMF montrent une fraude d'au moins un milliard d’euros/an (perdus pour le Trésor public français, rien que pour les opérations de Prêt/emprunt de titres sur les seules valeurs du CAC 40 (les chiffres montrent une multiplication par huit de ce type de transactions précisément au moment de la date du versement du dividende), mais d'autres montages plus ou moins délictueux permettent d'éviter la retenue à la source (achat puis vente, instrument dérivé, etc...), mécanismes pour lesquels l’AMF ne disposait pas de données chiffrées.
En 2018, le 22 novembre les sénateurs ont eu à examiner la première partie du projet de loi de finance (instaurant notamment une « douane judiciaire ». À cette occasion un amendement I-536 rect. inspiré du dispositif américain mis en place huit ans plus tôt, et aligné sur les clauses anti-abus les plus récentes que la France s’est engagée à respecter (devant de l’OCDE notamment), cet amendement visait à faire échouer les opérations d'« arbitrage de dividendes ». S'il était adopté, les actionnaires non-résidents seraient soumis à une retenue à la source de 30 % sur tous les flux financiers correspondant indirectement à la rétrocession d’un dividende ; et « de nouvelles obligations déclaratives pèseraient sur les banques ». Cet amendement définit les versements « équivalant à des dividendes indirects versés à des non-résidents » comme suit :
- versement conditionné, directement ou indirectement, à la distribution de dividendes[42] ;
- versement lié, directement ou indirectement, à une cession temporaire de titres par un non-résident, à une opération donnant droit ou faisant obligation de restituer lesdits titres, ou à tout autre accord ou instrument financier ayant les mêmes effets économiques pour le non-résident[42].

En 2019, une mission parlementaire sur les montages financiers transfrontaliers du type « Panama Papers » ou « CumEx » a été confiée par l'Assemblée nationale à la députée LRM Émilie Cariou et au député LR Pierre Cordier. Le rapport de cette mission a été examiné le 24 septembre 2019 par la Commission des Finances (Assemblée nationale), conjointement avec la Commission des Affaires étrangères (Assemblée nationale) lors d'une séance présidée par Éric Woerth et filmée (consultable sur le site de l'Assemblée nationale).
Remarques : 
- ce type de montages relevait déjà[42] des obligations de transparence en période d’assemblée générale[44] et en cas de franchissements de certains seuils[45] ;
- l'amendement ni le projet de loi ne prévoyait de contrôle a priori par le fisc, pour ne pas nuire à la liquidité des titres et à l’attractivité de la place financière de Paris. Il faisait confiance aux banques pour s'autoréguler au vu de leurs analyses de risque et de la dissuassivité du texte, au moins pour le schéma « interne ». Les contrôles se feraient a posteriori que la base des récapitulatifs annuels que les établissements financiers doivent envoyer à l'État[42] ;
- Le bénéficiaire non-résident de tels flux ne pourrait se faire rembourser a posteriori qu'au vu d'une preuve qu’il en est bien le « bénéficiaire effectif » de l'action et que l’opération n’avait pas un objet principalement fiscal. Ces deux conditions figuraient déjà dans les clauses anti-abus des conventions fiscales bilatérales et de la convention multilatérale de l’OCDE (devant théoriquement s’appliquer, au moins lors de versement direct du dividende à l’étranger)[42].

## Pistes de solutions
À la suite des scandales CumCum et CumEx, il a été proposé de systématiser une convention fiscale bilatérale imposant une retenue à la source sur les flux de dividendes sortants. 

Le modèle de convention fiscale de l’OCDE (version 2019) prévoit une imposition partagée des dividendes, avec possibilité pour l’État « source » de prélever une retenue à la source pouvant aller jusqu’à 5 % pour les participations supérieures à 25 % (régime dit « mère-fille conventionnel ») et jusqu'à 15 % dans les autres cas.

Certaines conventions fiscales signées entre la France et certains pays n’autorisent cependant pas ce type de retenue à la source (ces pays étaient en 2019 : l’Arabie Saoudite, le Bahreïn, l’Égypte, les Émirats Arabes Unis, la Finlande, le Koweït, le Liban, Oman et le Qatar.
Certains recommandent la création d'un instrument multilatéral de répression pénale de la fraude fiscale, et/ou imposant de répondre à certains types de demandes d’assistance pour des affaires fiscales traitées au pénal.

### Vidéographie
- Britt Beyer ; Susanne Binninger, « Sur la piste de l'argent ; Documentaire (Allemagne, 2021, 1 h 30 min) », 12 novembre 2021 (consulté le 16 novembre 2021).